# FULL OF ELEVATING PLEASURES
『FULL OF ELEVATING PLEASURES』（フル・オブ・エレベーティング・プレジャーズ）は、日本のビッグ・ビートユニット、BOOM BOOM SATELLITESの4枚目のアルバム。2005年3月24日、gr8! recordsより発売。

## 概要
- 前作から4年8か月ぶりのアルバム。制作拠点を日本に移して最初のアルバムである。全米でもリリースされた。
- メンバーは本作を「音楽の理想形っていう大風呂敷をバンッと広げた形で作ったアルバム」と表している。中野雅之曰く「制作当時は、自分達を凄くドラスティックに変えていこうとしていた。海外にいたことで自分が日本人であるということを凄く感じていた時期でもあって、自分達をリスタートしたいという欲求や表現に対する欲求が凄く強かった。自分のあらゆるモチベーションが詰まっていて、だからこそバリエーションが広くてエネルギッシュな、そして開放的な作品」であるという[1]。
- ベストアルバム『19972007』では本作に収録されている楽曲がキーになっているとメンバーは語り[1]、本作収録の12曲のうち8曲が収録された。

## 収録曲
| 全作詞・作曲・編曲: BOOM BOOM SATELLITES。 |                          |                      |                      |      |
| #                                          | タイトル                 | 作詞                 | 作曲・編曲           | 時間 |
| 1.                                         | 「Rise and Fall」        | BOOM BOOM SATELLITES | BOOM BOOM SATELLITES | 4:33 |
| 2.                                         | 「Let it All Come Down」 | BOOM BOOM SATELLITES | BOOM BOOM SATELLITES | 4:43 |
| 3.                                         | 「Moment I Count」       | BOOM BOOM SATELLITES | BOOM BOOM SATELLITES | 5:01 |
| 4.                                         | 「Ride On」              | BOOM BOOM SATELLITES | BOOM BOOM SATELLITES | 4:40 |
| 5.                                         | 「Spine」                | BOOM BOOM SATELLITES | BOOM BOOM SATELLITES | 4:31 |
| 6.                                         | 「Route for Exile」      | BOOM BOOM SATELLITES | BOOM BOOM SATELLITES | 6:04 |
| 7.                                         | 「Back in the Night」    | BOOM BOOM SATELLITES | BOOM BOOM SATELLITES | 4:29 |
| 8.                                         | 「Propeller」            | BOOM BOOM SATELLITES | BOOM BOOM SATELLITES | 2:02 |
| 9.                                         | 「Dive For You」         | BOOM BOOM SATELLITES | BOOM BOOM SATELLITES | 4:13 |
| 10.                                        | 「Anthem -reprise-」     | BOOM BOOM SATELLITES | BOOM BOOM SATELLITES | 5:14 |
| 11.                                        | 「Echo Tail」            | BOOM BOOM SATELLITES | BOOM BOOM SATELLITES | 4:04 |
| 12.                                        | 「Stride」               | BOOM BOOM SATELLITES | BOOM BOOM SATELLITES | 5:15 |
| 合計時間:                                  | 合計時間:                | 54:49                |                      |      |

### タイアップなど
「Moment I Count」
本作のリードナンバー。PVが制作されている。
HDDプレーヤー「iriver」CMソング。
日本テレビ系『不幸の法則』オープニングテーマ。
「Spine」
8thシングル曲。
元々のタイトルは『spying』で、リリースされる前の2003年頃からライブで披露していた。
「Propeller」
映画『変な家』イメージソング。
「Dive For You」
8thシングル曲。映画『アップルシード』主題歌。
「Anthem -reprise-」
映画『アップルシード』劇中歌。

## 演奏
- 平井直樹：Drums
- SANDY FAY：Chorus (#1.2.8.10.12)
- EVONY FAY
  - Chorus (#1.8.10.12)
  - Reading (#8.12)
- GARY ADKINS ： Chorus (#1)
- FRANK FU：Reading (#6)